# 王山若
王山若（？—1649年2月28日（永曆三年正月戊寅）），撫州府臨川縣人，南明軍事人物。

## 生平
王山若最初跟隨張天威起兵，到張天威跟隨王得仁，他就投歸揭重熙，隨從攻打邵武、建寧；又前往寧都聯合四營，說服楊興合作進攻江西、福建。張自盛之前與四營不和，遲疑不前進；揭重熙獨自和內兵前行，王山若擔任前鋒，在路上與遇上清朝軍隊，力戰後和揭重熙走散，與劉名琦被抓往南昌，腰斬而死。

## 引用
1. ↑  錢海岳《南明史·卷三·本紀第三》：（永曆三年正月）戊寅……大學士揭重熙戰程鄉三江口，僉事桂泓等死之。
2. 1 2  錢海岳《南明史·卷五十四·列傳第三十》：（王）山若，臨川人。初從張天威起兵。及天威從（王）得仁，山若歸重熙，從攻邵建。又赴寧都聯四營，說（楊）興合攻江西、福建。（張）自盛故與四營隙，疑不往。重熙獨與內兵俱，而山若為前鋒，道遇清兵，力戰脫重熙，遂與（劉）名琦執至南昌，腰斬死。
3. ↑  錢海岳《南明史·卷五十四·列傳第三十》：（永曆）三年正月，猝遇清兵程鄉三江口大敗，王山若、桂泓陣亡，（揭）重熙身中三矢僅免……